# Eriopsidinae
Eriopsidinae es una subtribu de la subfamilia Epidendroideae de la familia Orchidaceae. 

## Géneros
- Eriopsis